# Terrorisme en 1970
Au cours de l'année 1970, les tensions en Irlande du Nord font vingt-neuf morts, dont dix-neuf civils.

## Événements

### Février
- 21 février, Suisse : une bombe placée par le Front populaire de libération de la Palestine explose neuf minutes après le décollage du vol Swissair SR-330 reliant Zurich à Tel Aviv-Jaffa, et endommage irrémédiablement le Convair CV-990 Coronado immatriculé HB-ICD « Basel-Land ». L'avion s'écrase dans une forêt à proximité de Würenlingen, tuant les quarante-sept occupants de l'appareil. La bombe était destinée à un avion de la compagnie israélienne El Al, mais à cause de retard de ce dernier le bagage cachant l'explosif a été chargé à bord du vol Swissair[2].

### Juillet
- 22 juillet, Italie : le train reliant Palerme à Turin est volontairement déraillé par la 'Ndrangheta à Gioia Tauro, vraisemblablement à l'aide d'explosifs. Le bilan est de six morts et soixante-six blessés[réf. nécessaire].

### Août
- 24 août, États-Unis : une bombe placée par des militants pacifistes à l'université de la United States Army[n 1] à Madison, dans le Wisconsin, explose et tue un chercheur[3].

### Octobre
- 5 octobre, Canada : le Front de libération du Québec enlève le commissaire commercial britannique James Richard Cross[1].
- 10 octobre, Canada : le Front de libération du Québec enlève le vice-premier ministre et ministre du Travail québécois, Pierre Laporte[1].
- 16 octobre, Canada : à la suite de la vague de violences commises par le Front de libération du Québec, le gouvernement canadien autorise la police à arrêter cinq cents personnes suspectées d'appartenir au FLQ, ce qui met fin aux violences[1].
- 18 octobre, Canada : Pierre Laporte est retrouvé mort dans le coffre d'une voiture sur un terrain vague. L'annonce de sa mort a été faite la veille par le Front de libération du Québec[1].

### Décembre
- 3 décembre, Canada : le Front de libération du Québec libère James Richard Cross[1].